# Abbaye Saint-Maurice de Magdebourg
L'abbaye Saint-Maurice (Moritzkloster ou St. Mauritiuskloster) est une abbaye bénédictine disparue de Magdebourg en Allemagne. Elle a été fondée en 937 par le roi de Francie orientale, futur empereur Othon le Grand, et a existé jusqu'en 963. Ses bâtiments sont restés debout jusqu'en 1207 environ, à la place où se trouvent aujourd'hui la cathédrale de Magdebourg et la place de la Cathédrale.

## Histoire

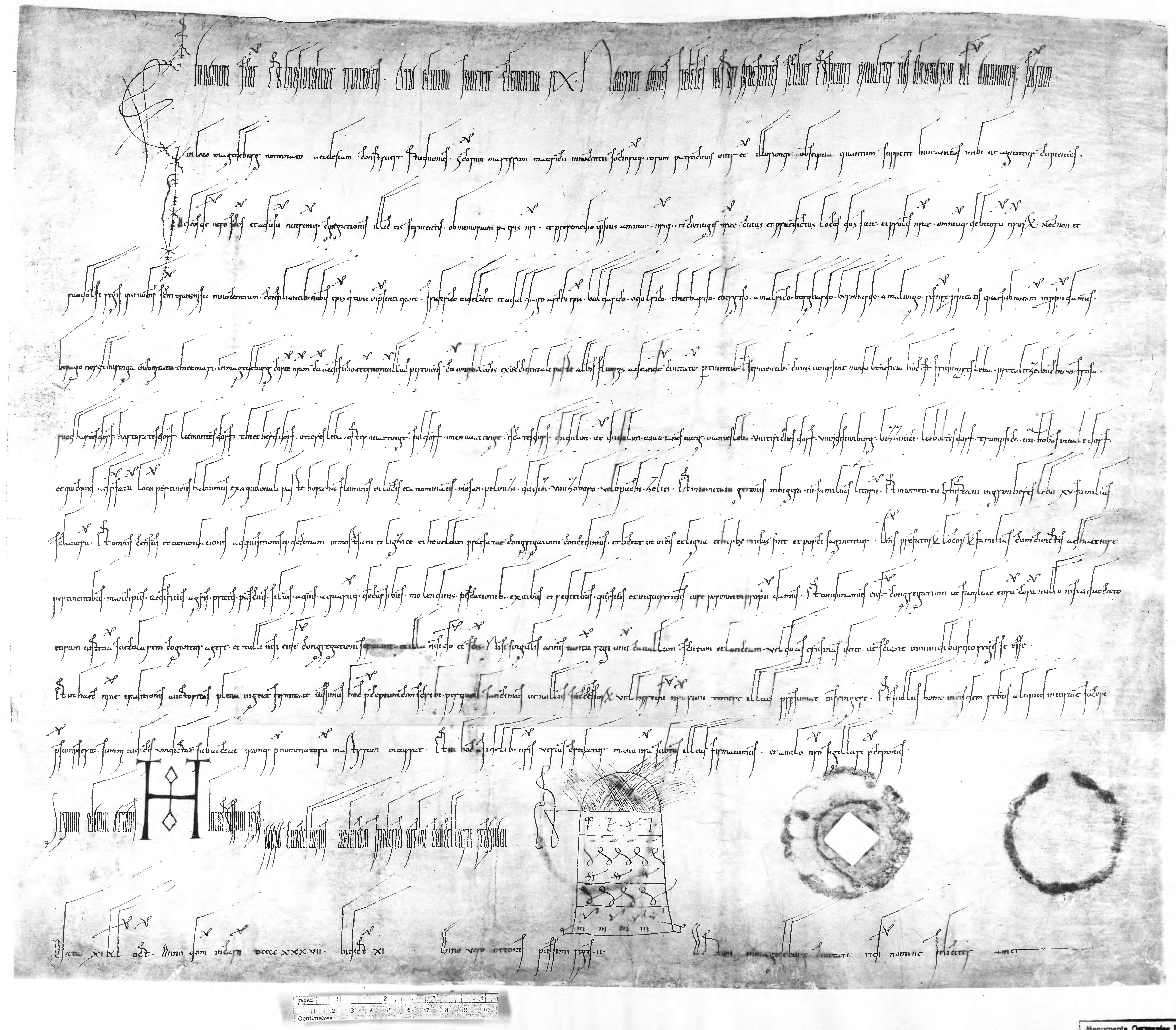
Acte de fondation et de dotation de l'abbaye par Othon le Grand.

C'est le 21 septembre 937 qu'Othon le Grand, âgé de vingt-cinq ans, signe l'acte de fondation, avant même d'être sacré empereur. Le manuscrit se trouve aujourd'hui aux archives régionales de Saxe-Anhalt. Il prévoit aussi de faire de l'abbaye la sépulture des membres de sa famille et lui octroie nombre de privilèges. À la fin de janvier 946, son épouse en premières noces Édith d'Angleterre, princesse du royaume de Wessex et petite-fille d'Alfred le Grand, trouve son dernier repos dans la basilique de l'abbaye. Son cénotaphe a été élevé autour de 1510 dans l'actuelle cathédrale par l'archevêque Ernest de Saxe et indique la place où la reine repose quelques mètres plus bas.
Les premiers moines sont des bénédictins venus de l'abbaye impériale de Trèves. Ils quittent l'abbaye de Magdebourg en 963 et s'installent à deux kilomètres au sud dans une nouvelle abbaye qu'ils font construire, l'abbaye Saint-Jean-Baptiste de Berge, car ils doivent laisser la place à la construction de la cathédrale et leur ancien monastère sert de bâtiments provisoires au nouvel archevêché de Magdebourg, récemment érigé. Il est hautement certain que de grandes parties de la construction ottonienne de 937 ont subsisté jusqu'au grand incendie de la ville du 20 avril 1207 et ont été seulement éliminées par l'archevêque Albert de Käfernburg (en fonction de 1205 à 1232), pour servir à la construction de l'édifice gothique de la cathédrale. L'aile sud du cloître de la cathédrale date de 1160 et elle est donc contemporaine de la cathédrale ottonienne et de son ancien monastère.
D'autres restes du monastère originel ont été identifiés par l'architecte Alfred Koch en 1926 au sud-est et immédiatement près du chœur grâce à des structures enfouies des anciennes murailles qui auraient correspondu à l'ancienne crypte. Le narthex de la crypte est directement accessible au cloître par un escalier. Les fouilles ont permis aussi de mettre au jour un revêtement au sol fait en carreaux rapportés sans doute d'Italie du Nord au temps d'Othon le Grand. La cathédrale actuelle de Magdebourg se trouve exactement à l'emplacement de l'ancienne abbaye ottonienne, tandis que l'ancienne cathédrale qui exista du Xe au XIIIe siècle se trouvait à quelques douzaines de mètres plus au nord, en partie à l'emplacement de la place de la Cathédrale d'aujourd'hui.
La cathédrale est dédiée, comme autrefois, à saint Maurice. Ses reliques ont été transférées à la cathédrale au XIIIe siècle. L'empereur Othon le Grand les avaient acquises par son mariage en 951 avec Adélaïde de Bourgogne, de la part du roi Conrad III de Bourgogne pour la Noël 960. On trouve une douzaine de représentations du saint dans la cathédrale. La plus connue est une statue de grès du milieu du XIIIe siècle placée dans le chœur. Elle représente un homme aux traits africains dans le style du nord des Alpes.

## Source
- (de) Cet article est partiellement ou en totalité issu de l’article de Wikipédia en allemand intitulé « Mauritiuskloster » (voir la liste des auteurs).